# Бхану Свами
Бха́ну Сва́ми (IAST: Bhānu Svāmī, англ. Bhanu Swami; имя при рождении — Брюс Эномо́то, англ. Bruce Enomoto; род. 1948, Бралорн, Британская Колумбия, Канада) — кришнаитский религиозный деятель и проповедник; ученик Бхактиведанты Свами Прабхупады (1896—1977) и один из духовных лидеров Международного общества сознания Кришны (ИСККОН) С 2002 года — член Руководящего совета ИСККОН. Курирует деятельность ИСККОН в Южной Индии и Японии.
Бхану Свами перевёл книги и комментарии Бхактиведанты Свами Прабхупады с английского на японский и занимается переводом и изданием трудов средневековых кришнаитских богословов с бенгали и санскрита на английский.

## Биография

### Семья. Ранние годы
Брюс Эномото родился в 1948 году в золотодобывающем посёлке Бралорн на юге Британской Колумбии. Он был третьим и самым младшим ребёнком в семье Стивена Шуйчи Эномото (1909—2008) и Эллен Эномото (урождённой Ними). Стивен был родом из Ванкувера и происходил из семьи Цунетаро Эномото (1868—1921) и Уме Эномото (урождённой Йошиока) — японских эмигрантов из Хиросимы. Детство и юность Стивена прошли в Нью-Уэстминстере. После окончания школы в 1928 году, он выучился на автомеханика и в 1942 году женился на Эллен Ними. Вскоре после свадьбы молодожёнов в принудительном порядке переселили с тихоокеанского побережья в рабочий посёлок Минто. Там же оказались родители и братья Эллен. В Минто родились старшие братья Брюса — Рэнди и Деннис.
Позднее Эномото переехали в располагавшийся неподалёку рабочий посёлок Бралорн, где в 1948 году у них и родился Брюс. Бралорн с начала 1930-х до начала 1970-х годов был крупным центром золотодобычи, но после приостановки добычи золота прекратил своё существование. В 1953 году, когда Брюсу было пять лет, Эномото снова поменяли место жительства, переехав в Лак-ла-Хаш — рабочий посёлок в области Карибу, служивший для обслуживания крупного лесопильно-деревообрабатывающего комбината. Отец Брюса работал механиком на комбинате и электростанции, параллельно с этим поддерживая вместе с женой семейный бизнес — магазин и столовую для рабочих. В 1960 году Эномото осели в Ванкувере, где отец Брюса в течение последующих 35 лет работал бухгалтером в аптеке, владельцем которой был дядя Брюса по матери — Питер Ними.

### 1970—1982 гг. Обращение в гаудия-вайшнавизм и первые годы в ИСККОН
В 1969 году Брюс окончил Университет Британской Колумбии, где получил степень бакалавра по истории изящных искусств. Во время учёбы в университете Брюс занялся поисками «альтернативы материализму». Он пришёл к выводу, что хотя деньги и положение в обществе делали жизнь комфортабельной, они не давали самого главного — счастья, которое даже при наличии всех материальных благ оставалось неуловимым.
После окончания университета Брюс отправился в Токио. В то время в Японии вела миссионерскую деятельность небольшая группа американских учеников Бхактиведанты Свами Прабхупады. После знакомства с ними в январе 1970 года, Брюс начал регулярно посещать кришнаитские богослужения.
В середине августа 1970 года в Токио прибыл Прабхупада. Его сопровождали Киртанананда Свами, Тамала Кришна Госвами и ещё четыре старших ученика-санньяси. Гуру кришнаитов провёл в японской столице более двух недель, заключив за это время сделку с типографией Dai Nippon на публикацию двух новых книг («Источник вечного наслаждения» и «Шри Ишопанишад») и журнала Back to Godhead на хинди. Прабхупада лично общался с Брюсом, проповедовал ему и незадолго перед отъездом в Индию пригласил его последовать за собой, Брюс охотно принял это приглашение и 29 августа 1970 года вместе с Прабхупадой и его шестью учениками-санньяси благополучно прибыл в Калькутту. В январе 1971 года Брюс получил от Прабхупады духовное посвящение и санскритское имя «Бхану Даса», что стало для Брюса «новым рождением». В мае того же года Прабхупада посвятил его в брахманы и отослал проповедовать назад в Японию. 25 мая 1971 года в письме одному из своих учеников-проповедников в Японии, Прабхупада выразил надежду, что по прибытии Бхану в Токио они вместе смогут обратить в гаудия-вайшнавизм большое число молодых японцев.
В конце 1971 года Бхану вернулся в Калькутту, но уже в феврале 1972 года Прабхупада отослал его назад в Японию, поручив ему заняться переводом кришнаитской литературы с английского на японский язык и обучением новых переводчиков и проповедников. В те годы Бхану также выполнял служение пуджари и занимался изучением санскрита.
В апреле 1972 года, во время второго визита Прабхупады в Японию, Бхану сопровождал своего духовного учителя на проповеднические программы и утренние прогулки в Токио и Кобе. В этот раз, Бхану заслужил похвальные отзывы Прабхупады за правильное санскритское произношение и получил от него наставления о правилах поклонения мурти и проведении вайшнавских храмовых ритуалов. Позднее, в 1977 году, этот опыт помог Бхану установить мурти и стандарты поклонения им в новом храме ИСККОН в Гонолулу.
В середине 1970-х годов Бхану вошёл в состав «группы санкиртаны» Гурукрипы Свами, которая занималась продажей религиозной литературы с целью сбора средств на строительство храма Кришны-Баларамы во Вриндаване и развития других проектов ИСККОН в Индии. В частности, Бхану служил в качестве пуджари личных мурти Гурукрипы Свами.
Японцы были крайне невосприимчивы к кришнаитской проповеди. К тому же, кроме Бхану, никто из кришнаитов не знал японского языка. Результаты миссионерской деятельности оставляли желать лучшего: в 1975 году в рядах ИСККОН состояло всего 5 японцев, а количество постоянных прихожан токийского храма не превышало 20 человек. В сентябре 1975 года в интервью Associated Press Бхану отметил, что в Японии практически никто не интересуется религией и сравнил «страну восходящего солнца» с Америкой в период перед началом революции хиппи.
В связи с активной миссионерской деятельностью кришнаитов в полицию начали поступать жалобы. Кришнаиты оказались под пристальным вниманием полиции, а все связанные с их деятельностью инциденты получали широкое освещение в японских СМИ. В публикации от 1975 года агентство Associated Press описало несколько наиболее вопиющих правонарушений кришнаитских проповедников. В одном из случаев, кришнаитский монах дал пощёчину пожилой женщине за то, что она критиковала его за назойливое, по её мнению, распространение религиозной литературы. В другом, похожем случае, продавец магазина электротоваров счёл своим гражданским долгом помешать кришнаиту продать религиозный журнал молодой девушке, за что получил от верующего кулаком в лицо. В июне 1975 года 20-летний кришнаитский монах был пойман при попытке украсть дорогую вазу из магазина. Спустя месяц, тот же монах был арестован за то, что отказался предъявить документы полицейскому. Наконец, в сентябре 1975 года терпение японских властей лопнуло: регистрация ИСККОН как религиозной организации была аннулирована, кришнаитским проповедникам было отказано в продлении виз и к началу 1976 года все они были вынуждены покинуть негостепреимные берега японских островов.
В апреле 1976 года Бхану вместе с Гурукрипой Свами и рядом других кришнаитских миссионеров из «группы санкиртаны» отправился в Австралию. В Мельбурне он встретился с Прабхупадой и в течение недели служил своему гуру в качестве личного повара. После этого Бхану поселился в мировой штаб-квартире ИСККОН в Маяпуре, где, помогая в развитии проекта, провёл бо́льшую часть 1980-х годов. Это были неспокойные времена: центр ИСККОН в Маяпуре несколько раз подвергся атакам бенгальских террористов и бандитов.

### 1982—1991 гг. Принятие отречения и работа для Руководящего совета ИСККОН
В 1982 году Бхану Даса принял посвящение в санньясу (уклад жизни в отречении) от Джаяпатаки Свами в Маяпуре, получив при этом титул «свами». В том же году, Руководящий совет ИСККОН поручил Бхану Свами и другому ученику Прабхупады, ведическому астрологу Шьямасундаре Дасе, составить вайшнавский календарь ИСККОН «в котором бы объяснялись вайшнавские фестивали и правила их празднования, а также давалась возможность определять дни экадаши». В 1984 году Бхану Свами, по поручению Руководящего совета, координировал составление руководства по поклонению мурти в храмах ИСККОН. В марте того же года Руководящий совет поручил Бхану Свами и трём другим кришнаитам «обсудить и предложить практичную и простую систему по присуждению вайшнавких титулов и отличий».
В марте 1989 года Бхану Свами вошёл в состав группы, которой Руководящий совет поручил провести «исследования, основанные на гуру, садху и шастрах», которые помогли бы установить в ИСККОН правила поклонения мурти. Координатором работы был назначен Кришнакшетра Даса, а в состав группы также вошли Бхактивидьяпурна Свами, Аттмататтва Даса и Джананиваса Даса. Результатом проведённых исследований стала публикация в 1994 году двухтомного издания «Панчаратра-прадипы» — руководства по ритуальному поклонению мурти в храмах ИСККОН.
В 1991 году Руководящий совет включил Бхану Свами в состав философской исследовательской группы, которой было поручено подготовить доклад с описанием «приемлемости использования астрологии для членов ИСККОН», и предоставить в нём «указания по надлежащему применению астрологии». В руководстве должна была быть тщательно рассмотрена проблема совместимости астрологии и принципов ISKCON.
В том же году Бхану Свами (вместе с Вирабаху Дасой, Хридаянандой Госвами и Бхактичару Свами) вошёл в состав другой философской исследовательской группы, которой было поручено «на основе ранее проведённой исследовательской работы, подготовить доклад по вопросу происхождения души». В докладе должна была быть изложена «тщательно продокументированная позиция предыдущих ачарьев и утверждения Шрилы Прабхупады». В случае, когда «предыдущие ачарьи принимали другую позицию, или когда утверждения самого Шрилы Прабхупады отражали разные позиции», доклад должен был дать членам ИСККОН конкретное руководство по этому вопросу.

### 1990-н.в. Деятельность в руководстве ИСККОН
В 1990 году Бхану Свами был назначен руководителем филиала ИСККОН в Мадрасе и стал региональным секретарём (вице-президентом) ИСККОН в Южной Индии. В 2002 году он был избран членом Руководящего совета ИСККОН и вместе с Джаяпатакой Свами начал курировать деятельность ИСККОН в Керале, Андхра-Прадеш, Тамилнаде, Пудучерри, Карнатаке и на Шри-Ланке. В 2000-е годы Бхану Свами руководил 30-ю храмами ИСККОН в Южной Индии и курировал строительство нового храмового комплекса в Вишакхапатнам.
В 2003 году, вместе с Кавичандрой Свами, Бхану Свами стал лидером ИСККОН в Японии. В том же году в зону его ответственности вошли Коморские Острова, Лакшадвип, Мальдивы и Сейшелы В 2006—2007 годах Бхану Свами был вице-председателем, а в 2007—2008 годах — председателем Руководящего совета ИСККОН.
В 2002—2012 годах под руководством Бхану Свами в Ченнаи был построен крупнейший храмовый комплекс ИСККОН в Тамилнаде, частью которого является самый большой в этом южноиндийском штате храм Радхи-Кришны. Торжественная церемония инаугурации состоялась 26 апреля 2012 года. Одним из почётных гостей на церемонии открытия была актриса Хема Малини. Бхану Свами лично разработал дизайн храма, руководствуясь своими познаниями священных текстов индуизма, Васту-шастры и Шилпа-шастры.

### Переводческая, писательская и издательская деятельность
Как отметила в 2012 году газета The Hindu, Бхану Свами «обогатил литературу ИСККОН переводами [священных] писаний с санскрита и бенгали на английский». Переводческая деятельность Бхану Свами началась в 1984 году, когда Руководящий совет поручил ему, в сотрудничестве с Бхактичару Свами и Джаядвайтой Свами, перевести на английский язык «Чайтанья-бхагавату» — средневековую биографию основоположника гаудия-вайшнавизма Чайтаньи (1486—1534). Позже Бхану Свами занялся переводом и изданием других трудов кришнаитских ачарьев и богословов с санскрита и бенгали на английский, — деятельность, которой он занимается и по сей день. По данным на 2011 год он перевёл с бенгали и санскрита на английский язык следующие тексты: «Чайтанья-шикшамрита», «Ананда-вриндавана-чампу» и «Кришнаника-каумуди» Кавикарнапуры, «Мадхава-махотсава» Дживы Госвами, «Бхагавартха-санграха», комментарии на «Бхагавадгиту» Баладевы Видьябхушаны и Вишванатхи Чакраварти, «Лагху-бхагаватамрита» и «Ишопанишад» с комментариями Баладевы Видьябхушаны, «Брахма-самхита» с комментариями Дживы Госвами, «Бхакти-расмрита-синдху» и «Удджвала-ниламани» с комментариями Дживы Госвами и Вишванатхи Чакраварти, «Вайшнава-тошани» и «Гопала-чампу» Дживы Госвами, комментарии Кришнадасы Кавираджи на «Кришна-карнамриту», комментарии Вишванатхи Чакраварти на 10-ю песнь «Бхагавата-пураны» и «Видагдха-мадхаву», комментарии Прабодхананды Сарасвати на «Гитаговинду».
Бхану Свами возглавляет филиал издательства «Бхактиведанта Бук Траст» в Тамилнаде. Под его руководством, издательство перевело и опубликовало на тамильском языке практически все книги Бхактиведанты Свами Прабхупады, включая полное комментированное издание «Бхагавата-пураны» в 18-ти томах.
В 2008 году по поручению Руководящего совета Бхану Свами приступил к написанию книги о структуре власти в ИСККОН. В книге будет объясняться, как ИСККОН с его системой гуру может успешно функционировать под административным контролем Руководящего совета.

## Переводы с санскрита и бенгали

### На русском
- «Ишопанишад» с комментариями Мадхвачарйи, Веданта Дешики, Баладэвы Видйабхушаны, Бхактивиноды Тхакура / Перевод Бхану Свами. Перевод с английского: Гиридхари дас (Г.Н. Гнеушев). — М.: Философская книга, 2013. — 144 с. — 2000 экз. — ISBN 978-5-8205-0190-6.

### На английском
- Baladeva Vidyābhūṣaṇa. Gītā Bhūṣaṇa: Commentary on the Bhagavad-Gītā / Translated by Bhānu Svāmī. — 2005. — x, 570 p. — 1000 экз.
- Bilvamaṅgala Ṭhākura. Kṛṣṇa-karṇāmṛta with the commentary of Kṛṣṇa-dāsa Kavirāja / Translated by Bhānu Svāmī. — 2008. — 173 p. — ISBN 9788189564186.
- Bhaktivinoda Ṭhākura. The Hidden Treasure of the Holy Dhama Nabadwipa / Translated by Bhānu Svāmī. — 1993. — 159 p. — ISBN 1884295029.
- Bhaktivinoda Ṭhākura. Śrī Navadvīpa-dhāma Māhātmya / Translated by Bhānu Svāmī and Puṇḍarika Vidyānidhi Dāsa. — xiv, 141 p.
- Bhaktivinoda Ṭhākura. Śrī Caitanya-śikṣāmṛta: The Nectarian Teachings of Śrī Caitanya / Translated by Bhānu Svāmī. — 2004. — xxviii, 338 p.
- Bhaktivinoda Ṭhākura. Hari-nāma-cintāmaṇi and Nāma-bhajana / Translated by Bhānu Svāmī. — 84 p.
- Gopāla Bhaṭṭa Gosvāmī. Sat-kriyā-sāra-dīpikā / Translated by Bhānu Svāmī. — 1995. — 200 экз.
- Jīva Gosvāmī. Śrī Mādhava Mahotsava / Translated by Bhānu Svāmī. — 2000. — 94 p.
- Jīva Gosvāmī. Śrī Brahma-saṁhitā with the commentary Dig-darśanī-ṭīkā of Śrī Jīva Gosvāmī / Translated by Bhānu Svāmī. — 2008. — 140 p. — ISBN 8189564153.
- Jīva Gosvāmī. Gopāla-campū / Translated by Bhānu Svāmī. — 2008. — 1177 p. — ISBN 8189564242.
- Kavi-karṇapūra. Ānanda Vṛndāvana Campū / Translated by Bhānu Svāmī & Subhag Svāmī. — 1999. — 358 p.
- Kavi-karṇapūra. Kṛṣṇāhnika Kaumudi: The white lotus of Radha-Kṛṣṇa's daily pastimes (asta-kaliya-lila) / Translated by Bhānu Svāmī. — 2003. — 66 p.
- Narahari Sarakāra Ṭhākura. Śrī Kṛṣṇa-bhajanāmṛta / Translated by Bhānu Svāmī. — 64 p.
- Rūpa Gosvāmī. Bhakti-Rasāmṛta-Sindhu by Śrīla Rūpa Gosvāmī with Durgama-saṅgamanī-ṭīkā, the commentary called "Resolving the difficult" of Śrīla Jīva Gosvāmī and Bhakti-sāra-pradarśinī-ṭīkā, the commentary called "Revealing the essence of Bhakti" of Śrīla Viśvanātha Cakravartī Ṭhākura / Translated by Bhānu Svāmī. — 2006. — viii, 960 p. — 2000 экз. — ISBN 8189564056.
- Rūpa Gosvāmī. Bhakti-Rasāmṛta-Sindhu by Śrīla Rūpa Gosvāmī with Durgama-saṅgamanī-ṭīkā, the commentary called "Resolving the difficult" of Śrīla Jīva Gosvāmī and Bhakti-sāra-pradarśinī-ṭīkā, the commentary called "Revealing the Essence of Bhakti" of Śrīla Viśvanātha Cakravartī Ṭhākura / Translated by Bhānu Svāmī. — 2006. — vi, 542 p. — 2000 экз. — ISBN 8189564056.
- Rūpa Gosvāmī. Laghu Bhāgavatāmṛta with the commentary by Baladeva Vidyābhūṣaṇa / Translated by Bhānu Svāmī. — 2007. — 488 p. — ISBN 8189564129.
- Sanātana Gosvāmī. Hari-bhakti-vilāsa / Translated by Bhānu Svāmī. — 2005.
- Śrī Siddha Kṛṣṇadāsa Tātapāda. Bhāvanāsāra Saṅgraha: A Collection of Ultimate Meditations / Translated by Bhānu Svāmī. — 2006. — 400 p.
- Viśvanātha Cakravartī Ṭhākura. Śārārtha-Varṣiṇī-Ṭīkā: Commentary on Śrīmad Bhagavad Gītā / Translated by Bhānu Svāmī. — 2003. — 620 p. — ISBN 8189564048.
- Viśvanātha Cakravartī Ṭhākura. Śārārtha Darśiṇī: Tenth Canto Commentaries of Śrīmad Bhāgavatam / Translated by Bhānu Svāmī. — 2004. — 893 p. — ISBN 8189564137.
- Viśvanātha Cakravartī Ṭhākura. Śrīmad-Bhāgavatam: With the Sārārtha-darśinī Commentary of Viśvanātha Cakravartī Ṭhākkura (Canto 1-2) / Translated by Bhānu Svāmī. — 2008. — 923 p. — ISBN 8189564137.
- Viśvanātha Cakravartī Ṭhākura. Śrīmad-Bhāgavatam: With the Sārārtha-darśinī Commentary of Viśvanātha Cakravartī Ṭhākkura (Canto 3) / Translated by Bhānu Svāmī. — 2009. — 806 p. — ISBN 8189564137.
- Viśvanātha Cakravartī Ṭhākura. Śrīmad-Bhāgavatam: With the Sārārtha-darśinī Commentary of Viśvanātha Cakravartī Ṭhākkura (Canto 4) / Translated by Bhānu Svāmī. — 2009. — 616 p. — ISBN 8189564137.
- Viśvanātha Cakravartī Ṭhākura. Śrīmad-Bhāgavatam: With the Sārārtha-darśinī Commentary of Viśvanātha Cakravartī Ṭhākkura (Canto 5) / Translated by Bhānu Svāmī. — 2009. — 383 p. — ISBN 8189564137.
- Viśvanātha Cakravartī Ṭhākura. Śrīmad-Bhāgavatam: With the Sārārtha-darśinī Commentary of Viśvanātha Cakravartī Ṭhākkura (Canto 6-7) / Translated by Bhānu Svāmī. — 2010. — 723 p. — ISBN 8189564137.
- Viśvanātha Cakravartī Ṭhākura. Śrīmad-Bhāgavatam: With the Sārārtha-darśinī Commentary of Viśvanātha Cakravartī Ṭhākkura (Canto 8-9) / Translated by Bhānu Svāmī. — 2010. — 340 p. — ISBN 8189564137.
- Viśvanātha Cakravartī Ṭhākura. Śrīmad-Bhāgavatam: With the Sārārtha-darśinī Commentary of Viśvanātha Cakravartī Ṭhākkura (Canto 11-12) / Translated by Bhānu Svāmī. — 2011. — Т. 9. — ISBN 8189564137.
- Viśvanātha Cakravartī Ṭhākura. Mādhurya Kadambinī: A Cloud Bank of Nectar / Translated by Bhānu Svāmī.
- Īśopaniṣad With the Commentaries of Madhvācārya, Vedānta Deśika, Baladeva Vidyābhūṣaṇa, Bhaktivinoda Ṭhākura / Translated by Bhānu Svāmī. — 2006. — 115 p. — ISBN 8189564080.

## Публикации
- Bhanu Swami. Lord Caitanya's Life and Teachings (недоступная ссылка — история) // Back to Godhead. — Bhaktivedanta Book Trust, 1999. — Вып. 33, № 6. — С. 62—64.